# Microsoft Windows 10のバージョン履歴/バージョン 1703
Microsoft Windows 10のバージョン履歴/バージョン 1703では、Microsoft Windows 10のバージョン履歴のうち、バージョン 1703の更新履歴について記述する。

## バージョン履歴
＊Surface Hub端末のみに提供されたビルドは、このリストには掲載していない。
| Windows 10 バージョン 1703 のプレビュービルド | Windows 10 バージョン 1703 のプレビュービルド                                               | Windows 10 バージョン 1703 のプレビュービルド |
| OS ビルド ブランチ                            | リリース日                                                                                  | 概要・新機能 |
| --------------------------------------------- | ------------------------------------------------------------------------------------------- | --- |
| 14901.1000 rs_prerelease                      | Fast リング: 2016年8月11日                                                                  | - Windows OneCore の全般的・構造的改善 |
| 14905.1000 rs_prerelease                      | Fast リング: 2016年8月17日                                                                  | - Microsoft Edgeのアドレスバーに関する挙動の問題を改善 - ナレータースキャンモードにて、Ctrl+⎇ Alt+⭶ Homeキーで表の始めに移動、Ctrl+⎇ Alt+⭸ Endキーで表の終わりに移動するショートカットキーを追加 |
| 14915.1000 rs_prerelease                      | Fast リング: 2016年8月31日                                                                  | - Windows OneCore の構造的改善 - PCが配信最適化を通して新しいInsider Previewビルド、OSやアプリのアップデートをダウンロードできるようになった - アクションセンターを呼び出すクリック可能領域を拡大 - 他、多数のバグ修正 |
| 14926.1000 rs_prerelease                      | Fast リング: 2016年9月14日                                                                  | - Microsoft Edgeで開いているページをCortanaのリマインダーに追加するSnooze機能を追加 - MobileにてWi-Fi設定ページを一新 - ビルドをアップグレードしても、ユーザーによって削除されたWindows標準ストアアプリが再度インストールされることがなくなった。 - Num Lockのオン・オフにかかわらずPINログインができるようになった。 - 他、多数のバグ修正 |
| 14931.1000 rs_prerelease                      | Fast リング: 2016年9月21日 Slow リング: 2016年10月5日                                       | - USB Audio 2.0の一部の機能をWindows標準でサポート - Feedback Hubおよび地図アプリの更新 |
| 14936.1000 rs_prerelease                      | Fast リング: 2016年9月28日                                                                  | - Ubuntu 16.04への対応に向けたWindows Subsystem for Linux (WSL) の更新 - ネットワークアクセスサーバデバイスや家庭内ファイルサーバーへの接続性に影響する認証の変更 |
| 14942.1000 rs_prerelease                      | Fast リング: 2016年10月7日                                                                  | - スタートメニューのアプリ一覧を隠せるようになった - レジストリエディタにアドレスバーを追加し、パスを入力して目的のキーに迅速にアクセスできるようになった - タッチパッドの操作性を向上 - 全画面のゲームでゲームバーが有効の時のフレームレートを向上した - Home以外のエディションで既定で設定されるアクティブ時間の設定範囲を12時間から18時間に拡大 - ナレーターのフォーム読み上げ順をショートカットキーで制御できるようになった - 3.5GB以上のRAMを搭載するPCにてサービスホストを独立したプロセスに分割し、安定性、透過性、セキュリティを改善した |
| 14946.1000 rs_prerelease                      | Fast リング: 2016年10月13日                                                                 | - タッチパッドのジェスチャー設定を拡張 - Wi-Fiを無効にしてから指定時間後に再度有効にする設定を追加 - Xbox Liveにサインインできない問題を修正 |
| 14951.1000 rs_prerelease                      | Fast リング: 2016年10月19日                                                                 | - 前ビルドで拡張されたタッチパッド設定を改良 - Windows Ink ワークスペースの色と幅を2回同じメニューを開かずに変更できるようになった - Windows Inkに作図補助機能を追加 - 開発者モードをオンにした後に再起動する必要がなくなった - ナレーターの機能改善 - Bash on Ubuntu on WindowsにUbuntu 16.04がインストールされた - Windows System for Linuxのコマンドプロンプトから直接Windowsアプリケーションを実行できるようになった - 他、多数のバグ修正 |
| 14955.1000 rs_prerelease                      | Fast リング: 2016年10月25日                                                                 | ユーザー・エクスペリエンス全般 - ナレーターの機能を改善 - TPM管理コントロールパネル (TPM.msc)の状態表示を改善 - Windows Inkの分度器の表示や挙動を改善 - USB Audio 2.0のデバイス名がメーカー・モデル名で付けられるようになった - コントロールパネルのサウンドで高いサンプリングレートが追加された バグの修正 - ストアアプリにマイクロソフトアカウントでサインインできない問題を修正 - USBドライブのマウントやパーティションの編集に失敗する問題を修正 - 他、多数のバグ修正 |
| 14959.1000 rs_prerelease                      | Fast リング: 2016年11月3日                                                                  | - Hyper-V仮想マシンに高DPI環境用の拡大オプションを追加。 |
| 14965.1001 rs_prerelease                      | Fast リング: 2016年11月9日 Slow リング: 2016年11月16日                                      | ユーザー・エクスペリエンス全般 - タブレットPCで、マウスを接続しなくてもタブレット画面から外部モニタを操作できる仮想タッチパッド機能を追加 - Sticky NotesのInsight機能に対応する言語・地域を強化 - Windows Inkの操作性や安定性を改善 レジストリエディター - アドレスバーにフォーカスするショートカットキーとして⎇ Alt+Dに加えてCtrl+Lキーがサポートされた - アドレスバーで "HKCU" や "HKLM" といったルートキーの短縮名が使えるようになった バグの修正 - UACの設定、スタートアップショートカット、スタート画面にピン留めしたフォルダーショートカットがビルド更新後も引き継がれるようになった - 日本語IMEの変換候補が画面左上に表示され、いくつかのアプリケーションでテキストを入力できない問題を修正 |
| 14971.1000 rs_prerelease                      | Fast リング: 2016年11月17日                                                                 | ユーザー・エクスペリエンス全般 - Microsoft EdgeでEPUB電子書籍ファイルフォーマットの閲覧に対応 - ペイントに代わり、Paint 3D Preview アプリ（この時点では英語版）を標準搭載 - エクスプローラーにてコマンドプロンプト (cmd.exe) に代わってPowerShellを標準コマンドシェルとした。また、PowerShellコマンドが用意されて同一ウィンドウ中で両者を簡単に切り替えられるようになった バグの修正 - 日本語IMEの変換予測や文節区切り、入力時の表示に関する問題を修正 |
| 14986.1000 rs_prerelease                      | Fast リング: 2016年12月7日 Slow リング: 2016年12月14日                                      | ユーザー・エクスペリエンス全般 - Windows Inkについて、前回閉じた画面スケッチの編集を再開する機能などを追加 - USB Audio 2.0クラス標準ドライバをサードパーティ製ドライバよりも優先して使用するように仕様を変更 - 中国語IME（ピン音入力）について、文節学習など入力効率を向上させるいくつかの改善 - FBXや3MFといった3Dオブジェクトファイルを閲覧可能な View 3D アプリを標準搭載 Cortana - コンピューターの電源やシステム音量の制御に対応(日本語非対応？) - 特定のアプリで特定のアーティストの曲を再生するなど、楽曲の再生を柔軟に行えるようになった（米国英語のみ） - 画面ロックを解除して放置したままCortanaに質問を呼びかけると全画面で情報を表示する機能を追加 |
| 15002.1001 rs_prerelease                      | Fast リング: 2017年1月9日                                                                   | ユーザー・エクスペリエンス全般 - スタートメニューで複数のタイル項目を一つのタイルにまとめる「フォルダー」を実装 - いくつかのデスクトップアプリを高DPI環境向けに最適化、アプリケーションのプロパティ内「互換性」タブにDPIを指定する項目を追加 - 画面の大きさが変わったときのデスクトップアイコンの配置変更処理を改善 - Windows Inkについて、描画ツールのアイコンに選択色が反映され、現在の状態が分かりやすくなった - WinPEやWinREでナレーターをサポート（USBヘッドセットなど一部のオーディオデバイスのみで利用可能） - Hyper-Vにシンプルな仮想マシン作成ウィザードを追加 Microsoft Edge - タブの内容をサムネイルで並べて表示することでタブの切り替えをより簡単にするタブ・プレビュー・バーを追加 - タブを管理しやすくするため、タブをサイドバーに待避する機能を追加 - タスクアイコンのコンテキストメニューに「新しいウィンドウ」「新しいInPrivateウィンドウ」を追加 - 許可しない限り、信頼されていないFlashコンテンツを既定でブロックするようになった - Payment Request APIを実装 設定アプリ - ウィンドウの大きさによっては右や下に追加の説明が表示されるようになった（「バージョン情報」ページなど） - Bluetoothと接続デバイスのページを一つのページに統合 - ブルーライトを軽減するための設定を追加 - 個人用設定の色ページに「最近使用した色」を追加 - コントロールパネルに存在したテーマの管理を設定アプリに実装 - Windows Updateの適用を最大35日停止するオプションを追加 |
| 15007.1000 rs_prerelease                      | Fast リング: 2017年1月12日                                                                  | Microsoft Edge - サイドバーに待避したタブを共有するボタンを追加 - 別のブラウザからブックマークや閲覧履歴、パスワードなどをインポートするツールを追加 - Web Notesがビルド14986のWindows Inkと同様のペン色を使えるようになった。 |
| 15014.1000 rs_prerelease                      | Fast リング: 2017年1月19日                                                                  | ユーザー・エクスペリエンス全般 - Windows ストアで電子書籍を購入し、Microsoft Edgeから購入一覧にアクセスして読めるようになった（電子書籍の販売は米国のみ） - エクスプローラーやデスクトップに関わる数多くのバグ修正 設定アプリ - ウィンドウ色のカスタマイズでウェブカラーの指定に使われる16進数表記での設定ができるようになった - 使用されていない一時ファイルやごみ箱に入れてから30日が経過したファイルを自動で消去する機能を追加 - バッテリー状態のフライアウト表示に電源プランを変更するスライダーを追加（UIの実装のみでまだ設定は反映されない） |
| 10519.1000 rs_prerelease                      | Fast リング: 2017年1月27日                                                                  | - ゲームモード（OSをゲームに最適化するモード）を追加 - ゲームバーでゲーム動画の配信機能を追加 - Microsoft EdgeにてEPUB電子書籍の読み上げをサポート - Microsoft Edgeの絵文字をカラー化 - Windows初回起動時セットアップ画面の改良 - Hyper-Vについて、ホストのドラッグアンドドロップによるウィンドウサイズ変更がゲストの画面解像度に反映されるようになった - トラブル解決ツールをコントロールパネルから設定アプリに統合 |
| 15025.1000 rs_prerelease                      | Fast リング: 2017年2月1日                                                                   | - ナレーターにて点字ディスプレイ用のUSB/シリアルデバイスをサポート（プレビュー版） - フィードバックHubにて類似の提案や問題をまとめるコレクション機能を追加 - ブルーライト軽減機能の色温度設定下限を拡張 |
| 15031.0 rs2_release                           | Fast リング: 2017年2月8日                                                                   | - コンパクトオーバーレイウィンドウ（ライブチャットや動画をオーバーレイ表示）を追加 - ダイナミックロック機能（ペアリングされたBluetooth携帯が近くにないとロックする機能）を追加 - Game Barのフルスクリーンゲームでの挙動を改善 |
| 15042.0 rs2_release                           | Fast リング: 2017年2月24日 Slow リング: 2017年3月2日                                        | - セットアップ中に使われるコルタナのアニメーションデザインを変更 - Microsoft Edge にてFlashを有効にする際の確認ダイアログを追加 - Microsoft Edge のEPUBリーダーを改善 |
| 15046.0 rs2_release                           | Fast リング: 2017年2月28日                                                                  | - タスクバー上のCortanaの色の変更 - Windows Defenderの改善 - アプリのインストール制御機能（Microsoft Store からのみのインストール/Microsoft Storeを優先/制御しない）を追加 |
| 15048.0 rs2_release                           | Fast リング: 2017年3月3日 Slow リング: 2017年3月8日                                         | - 主にバグの修正 |
| 15055.0 rs2_release                           | Fast リング: 2017年3月10日                                                                  | - 主にバグの修正 |
| 15058.0 rs2_release                           | Fast リング: 2017年3月14日 Slow リング: 2017年3月17日                                       | - 主にバグの修正 |
| 15060.0 rs2_release                           | Fast リング: 2017年3月16日                                                                  | - 主にバグの修正 |
| 15061.0 rs2_release                           | Fast リング: 2017年3月17日                                                                  | - 主にバグの修正 |
| 15063.0                                       | Fast リング: 2017年3月20日 Slow リング: 2017年3月23日 Release Preview リング: 2017年3月30日 | - 主にバグの修正 |
| 15063.11                                      | Fast リング: 2017年4月1日 Slow リング: 2017年4月1日 Release Preview リング: 2017年4月1日    | - 主にバグの修正 |

| Windows 10 バージョン 1703の公開後の更新 | Windows 10 バージョン 1703の公開後の更新 | Windows 10 バージョン 1703の公開後の更新                                                     | Windows 10 バージョン 1703の公開後の更新 |
| OS ビルド                                | KB番号                                   | リリース日                                                                                   | 概要 |
| ---------------------------------------- | ---------------------------------------- | -------------------------------------------------------------------------------------------- | --- |
| 15063.13                                 | KB4016251                                | Slow リング: 2017年4月3日 Release Preview リング: 2017年4月3日 一般リリース: 2017年4月5日    | - バージョン 1703の最初の安定版。 - 主にバグの修正 |
| 15063.14                                 | KB4016252                                | Fast リング: 2017年4月3日 Slow リング: 2017年4月5日 Release Preview リング: 2017年4月5日     | - 品質の向上 - Fast リングは4月7日よりバージョン 1709のプレビュー版に移行したため、このビルドがバージョン 1703の最後の配信となった。 |
| 15063.138                                | KB4015583                                | Slow リング: 2017年4月11日 Release Preview リング: 2017年4月11日 一般リリース: 2017年4月11日 | - 品質の向上とセキュリティの強化 |
| 15063.250                                | KB4016240                                | Slow リング: 2017年4月25日 Release Preview リング: 2017年4月25日 一般リリース: 2017年4月25日 | - 品質の向上 |
| 15063.296                                | KB4016871                                | Slow リング: 2017年5月9日 Release Preview リング: 2017年5月9日 一般リリース: 2017年5月9日    | - 品質の向上とセキュリティの強化 |
| 15063.332                                | KB4020102                                | Slow リング: 2017年5月25日 Release Preview リング: 2017年5月25日 一般リリース: 2017年5月25日 | - 品質の向上 |
| 15063.413                                | KB4022725                                | Slow リング: 2017年6月13日 Release Preview リング: 2017年6月13日 一般リリース: 2017年6月13日 | - 品質の向上とセキュリティの強化 |
| 15063.447                                | KB4022716                                | Slow リング: 2017年6月27日 Release Preview リング: 2017年6月27日 一般リリース: 2017年6月27日 | - 品質の向上 |
| 15063.448                                | KB4034450                                | Slow リング: 2017年7月5日                                                                    | - 品質の向上 - Slow リングは7月7日よりバージョン 1709のプレビュー版に移行したため、このビルドがバージョン 1703の最後の配信となった。 |
| 15063.483                                | KB4025342                                | Release Preview リング: 2017年7月11日 一般リリース: 2017年7月11日                            | - 品質の向上とセキュリティの強化 |
| 15063.502                                | KB4032188                                | Release Preview リング: 2017年7月31日 一般リリース: 2017年7月31日                            | - 品質の向上 |
| 15063.540                                | KB4034674                                | Release Preview リング: 2017年8月8日 一般リリース: 2017年8月8日                              | - 品質の向上とセキュリティの強化 |
| 15063.608                                | KB4038788                                | Release Preview リング: 2017年9月12日 一般リリース: 2017年9月12日                            | - 品質の向上とセキュリティの強化 |
| 15063.632                                | KB4040724                                | Release Preview リング: 2017年9月25日 一般リリース: 2017年9月25日                            | - 品質の向上 - Release Preview リングは10月10日よりバージョン 1709に移行したため、このビルドがバージョン 1703の最後の配信となった。 |
| 15063.674                                | KB4041676                                | 一般リリース: 2017年10月10日                                                                 | - 品質の向上とセキュリティの強化 |
| 15063.675                                | KB4049370                                | 一般リリース: 2017年11月2日                                                                  | - 品質の向上 |
| 15063.726                                | KB4048954                                | 一般リリース: 2017年11月14日                                                                 | - 品質の向上とセキュリティの強化 |
| 15063.729                                | KB4055254                                | 一般リリース: 2017年11月22日                                                                 | - 品質の向上 |
| 15063.786                                | KB4053580                                | 一般リリース: 2017年12月12日                                                                 | - 品質の向上とセキュリティの強化 |
| 15063.850                                | KB4056891                                | 一般リリース: 2018年1月3日                                                                   | - 品質の向上とセキュリティの強化 |
| 15063.877                                | KB4057144                                | 一般リリース: 2018年1月17日                                                                  | - 品質の向上 |
| 15063.909                                | KB4074592                                | 一般リリース: 2018年2月13日                                                                  | - 品質の向上とセキュリティの強化 |
| 15063.936                                | KB4077528                                | 一般リリース: 2018年2月22日                                                                  | - 品質の向上 |
| 15063.936                                | KB4092077                                | 一般リリース: 2018年3月8日                                                                   | - 品質の向上 |
| 15063.966                                | KB4088782                                | 一般リリース: 2018年3月13日                                                                  | - 品質の向上とセキュリティの強化 |
| 15063.994                                | KB4088891                                | 一般リリース: 2018年3月22日                                                                  | - 品質の向上 |
| 15063.1029                               | KB4093107                                | 一般リリース: 2018年4月10日                                                                  | - 品質の向上とセキュリティの強化 |
| 15063.1058                               | KB4093117                                | 一般リリース: 2018年4月17日                                                                  | - 品質の向上 |
| 15063.1088                               | KB4103731                                | 一般リリース: 2018年5月8日                                                                   | - 品質の向上とセキュリティの強化 |
| 15063.1112                               | KB4103722                                | 一般リリース: 2018年5月17日                                                                  | - 品質の向上 |
| 15063.1155                               | KB4284874                                | 一般リリース: 2018年6月12日                                                                  | - 品質の向上とセキュリティの強化 |
| 15063.1182                               | KB4284830                                | 一般リリース: 2018年6月21日                                                                  | - 品質の向上 |
| 15063.1182                               | KB4338826                                | 一般リリース: 2018年7月10日                                                                  | - 品質の向上とセキュリティの強化 |
| 15063.1209                               | KB4345419                                | 一般リリース: 2018年7月16日                                                                  | - 品質の向上 |
| 15063.1235                               | KB4338827                                | 一般リリース: 2018年7月24日                                                                  | - 品質の向上 |
| 15063.1266                               | KB4343885                                | 一般リリース: 2018年8月14日                                                                  | - 品質の向上とセキュリティの強化 |
| 15063.1292                               | KB4343889                                | 一般リリース: 2018年8月30日                                                                  | - 品質の向上 |
| 15063.1324                               | KB4457138                                | 一般リリース: 2018年9月11日                                                                  | - 品質の向上とセキュリティの強化 |
| 15063.1358                               | KB4457141                                | 一般リリース: 2018年9月20日                                                                  | - 品質の向上 |
| 15063.1387                               | KB4462937                                | 一般リリース: 2018年10月9日                                                                  | - 品質の向上とセキュリティの強化 - このビルドをもって、Home エディションおよびPro エディションにおけるバージョン 1703のサポートは終了した。 |
| 15063.1418                               | KB4462939                                | 一般リリース: 2018年10月18日                                                                 | Enterprise エディションおよびEducation エディション限定の更新 - 品質の向上 |
| 15063.1446                               | KB4467696                                | 一般リリース: 2018年11月13日                                                                 | Enterprise エディションおよびEducation エディション限定の更新 - 品質の向上とセキュリティの強化 |
| 15063.1478                               | KB4467699                                | 一般リリース: 2018年11月27日                                                                 | Enterprise エディションおよびEducation エディション限定の更新 - 品質の向上 |
| 15063.1506                               | KB4471327                                | 一般リリース: 2018年12月11日                                                                 | Enterprise エディションおよびEducation エディション限定の更新 - 品質の向上とセキュリティの強化 |
| 15063.1508                               | KB4483230                                | 一般リリース: 2018年12月19日                                                                 | Enterprise エディションおよびEducation エディション限定の更新 - 品質の向上 |
| 15063.1563                               | KB4480973                                | 一般リリース: 2019年1月8日                                                                   | Enterprise エディションおよびEducation エディション限定の更新 - 品質の向上とセキュリティの強化 |
| 15063.1596                               | KB4480959                                | 一般リリース: 2019年1月15日                                                                  | Enterprise エディションおよびEducation エディション限定の更新 - 品質の向上 |
| 15063.1631                               | KB4487020                                | 一般リリース: 2019年2月12日                                                                  | Enterprise エディションおよびEducation エディション限定の更新 - 品質の向上とセキュリティの強化 |
| 15063.1659                               | KB4487011                                | 一般リリース: 2019年2月19日                                                                  | Enterprise エディションおよびEducation エディション限定の更新 - 品質の向上 |
| 15063.1689                               | KB4489871                                | 一般リリース: 2019年3月12日                                                                  | Enterprise エディションおよびEducation エディション限定の更新 - 品質の向上とセキュリティの強化 |
| 15063.1716                               | KB4489888                                | 一般リリース: 2019年3月19日                                                                  | Enterprise エディションおよびEducation エディション限定の更新 - 品質の向上 |
| 15063.1747                               | KB4493474                                | 一般リリース: 2019年4月9日                                                                   | Enterprise エディションおよびEducation エディション限定の更新 - 品質の向上とセキュリティの強化 |
| 15063.1784                               | KB4493436                                | 一般リリース: 2019年4月25日                                                                  | Enterprise エディションおよびEducation エディション限定の更新 - 品質の向上 |
| 15063.1805                               | KB4499181                                | 一般リリース: 2019年5月14日                                                                  | Enterprise エディションおよびEducation エディション限定の更新 - 品質の向上とセキュリティの強化 |
| 15063.1808                               | KB4505055                                | 一般リリース: 2019年5月19日                                                                  | Enterprise エディションおよびEducation エディション限定の更新 - 品質の向上 |
| 15063.1839                               | KB4499162                                | 一般リリース: 2019年5月28日                                                                  | Enterprise エディションおよびEducation エディション限定の更新 - 品質の向上 |
| 15063.1868                               | KB4503279                                | 一般リリース: 2019年6月11日                                                                  | Enterprise エディションおよびEducation エディション限定の更新 - 品質の向上とセキュリティの強化 |
| 15063.1897                               | KB4503289                                | 一般リリース: 2019年6月18日                                                                  | Enterprise エディションおよびEducation エディション限定の更新 - 品質の向上 |
| 15063.1898                               | KB4509476                                | 一般リリース: 2019年6月26日                                                                  | Enterprise エディションおよびEducation エディション限定の更新 - 品質の向上 |
| 15063.1928                               | KB4507450                                | 一般リリース: 2019年7月9日                                                                   | Enterprise エディションおよびEducation エディション限定の更新 - 品質の向上とセキュリティの強化 |
| 15063.1955                               | KB4507467                                | 一般リリース: 2019年7月16日                                                                  | Enterprise エディションおよびEducation エディション限定の更新 - 品質の向上 |
| 15063.1988                               | KB4512507                                | 一般リリース: 2019年8月13日                                                                  | Enterprise エディションおよびEducation エディション限定の更新 - 品質の向上とセキュリティの強化 |
| 15063.2021                               | KB4512474                                | 一般リリース: 2019年8月17日                                                                  | Enterprise エディションおよびEducation エディション限定の更新 - 品質の向上 |
| 15063.2045                               | KB4516068                                | 一般リリース: 2019年9月10日                                                                  | Enterprise エディションおよびEducation エディション限定の更新 - 品質の向上とセキュリティの強化 |
| 15063.2046                               | KB4522011                                | 一般リリース: 2019年9月23日                                                                  | Enterprise エディションおよびEducation エディション限定の更新 - 品質の向上 |
| 15063.2078                               | KB4516059                                | 一般リリース: 2019年9月24日                                                                  | Enterprise エディションおよびEducation エディション限定の更新 - 品質の向上 |
| 15063.2079                               | KB4524151                                | 一般リリース: 2019年10月3日                                                                  | Enterprise エディションおよびEducation エディション限定の更新 - 品質の向上 |
| 15063.2108                               | KB4520010                                | 一般リリース: 2019年10月8日                                                                  | Enterprise エディションおよびEducation エディション限定の更新 - 品質の向上とセキュリティの強化 - このビルドをもって、Enterprise エディションおよびEducation エディションを含む全エディションで、バージョン 1703のサポートが終了した。（Surface Hubデバイスのみ2020年3月までサポート継続） |